# Étoile du Sud-Limbourg
L'Étoile du Sud-Limbourg (en néerlandais : Ster van Zuid-Limburg)  est une course cycliste belge disputée au printemps en Région flamande. Créée en 1980, elle est réservée depuis sa création aux coureurs juniors (moins de 19 ans). 
L'édition 2020 est repoussée au mois d'octobre en raison de la pandémie de Covid-19.

## Palmarès
| Année | Vainqueur              | Deuxième            | Troisième               |
| ----- | ---------------------- | ------------------- | ----------------------- |
| 1980  | Eric Vanderaerden      | Luc André           | Hans Daams              |
| 1981  | Bruno Geuens           |                     |                         |
| 1982  | Roger Six              |                     |                         |
| 1983  | Marcel Hofstede        |                     |                         |
| 1984  | Noël Schoubs           |                     |                         |
| 1985  | Noël Szostek           |                     |                         |
| 1986  | Jan Verschuren         |                     |                         |
| 1987  | Edward Mintjens        |                     |                         |
| 1988  | Benny Kerkhofs         |                     |                         |
| 1989  | David Beauprez         |                     |                         |
| 1990  | Benny Vrijsen          |                     |                         |
| 1991  | Frode Flesjå (en)      | Gert Vanderaerden   | Hendrik Van Dijck       |
| 1992  | Marco Morren           |                     |                         |
| 1993  | Thierry De Groote (nl) |                     |                         |
| 1994  | Kristof Meeus          |                     |                         |
| 1995  | Bruno Schoonbroodt     | Tom Vleugels        | Björn Leukemans         |
| 1996  | Stijn Devolder         |                     |                         |
| 1997  | Bart Mariën            | Roy Sentjens        | Andy Standaert          |
| 1998  | Stijn Westrik          |                     |                         |
| 1999  | Michiel Elijzen        | Dirk Bullen         | Michael Blanchy         |
| 2000  | Wim De Vocht           |                     |                         |
| 2001  | Jurgen Van den Broeck  |                     |                         |
| 2002  | Nick Ingels            |                     |                         |
| 2003  | Jeroen Van Rij         |                     |                         |
| 2004  | Nikolas Maes           |                     |                         |
| 2005  | Pieter Vanspeybrouck   |                     |                         |
| 2006  | Jan Ghyselinck         | Sven Vandousselaere | Gregory Joseph          |
| 2007  | Matthias Allegaert     | Julien Vermote      | Arthur Vanoverberghe    |
| 2008  | Tom David              | Julien Rousseau     | Barry Markus            |
| 2009  | Dylan van Baarle       | Moreno Hofland      | Adam Leibovitz          |
| 2010  | Mike De Bie            | Frederik Geerts     | Danny van Poppel        |
| 2011  | Ruben Boons            | Piotr Havik         | Ivar Slik               |
| 2012  | Emil Vinjebo           | Jonas Poulsen       | Nicklas Bøje            |
| 2013  | Anders Egsvang         | Mads Pedersen       | Igor Decraene           |
| 2014  | Martin Palm            | Jonas Gregaard      | Igor Decraene           |
| 2015  | Mathias Norsgaard      | Ethan Reynolds      | Anthon Charmig          |
| 2016  | Jasper Philipsen       | Stijn Demolder      | Anthon Charmig          |
| 2017  | Fred Wright            | Thymen Arensman     | Daan Hoole              |
| 2018  | Mattias Skjelmose      | Casper van Uden     | Quinn Simmons           |
| 2019  | William Blume Levy     | Milan Paulus        | Siebe Deweirdt          |
| 2020  | Arnaud De Lie          | Miguel Ladang       | Ramses Debruyne         |
| 2021  | Jonathan Vervenne      | Joes Oosterlinck    | Mathieu Kockelmann      |
| 2022  | Tobias Svarre          | Liam Van Bylen      | Yorick Slaets           |
| 2023  | Patrick Frydkjær       | Viktor Soenens      | Mees Vlot               |
| 2024  | Cédric Keppens         | Seppe Geerinck      | Pavel Šumpík            |
| 2025  | Thor Michielsen        | Rune Boden          | Matteo Vanden Wijngaert |